# Климец, Павел Анатольевич
Павел Анатольевич Климец (укр. Павло Анатолійович Климець, род. 23 июля 1967, Донецк, УССР, СССР) — украинский предприниматель.

## Биография
Родился 23 июля 1967 года в г. Донецк в 2006 году переехал с семьей в г. Киев.
Украинский предприниматель, учредитель и директор Института Свободных Экономических Зон, СЕО OLYMP GROUР, народный депутат V—VI созыва

### Образование
Окончил Донецкий техникум промышленной автоматики, Донецкий национальный университет по специальности «Финансы и кредит».
Кандидат наук по государственному управлению.

### Трудовая деятельность
С 1985 года работал электрослесарем в подземном СУ № 4, трест
«Донецкшахтопроходка».
В 1986—1988 годах проходил службу в Советской Армии.
В 1992 году занял должность директора АОЗТ «Быттехника».
С 1997 до 2013 года — СЕО группы компаний «Олимп»
2013 год — первый заместитель главы правления ПАО «ГПЗКУ»
С 2013 и по настоящее время Президент ПрАТ «Олимп»

## Политическая деятельность
В 2006 году избран народным депутатом V созыва Верховной Рады Украины и возглавил парламентский подкомитет по вопросам регулирования рынков алкоголя и табака комитета ВРУ по вопросам финансовой и банковской деятельности.
С 2007 года — народный депутат VI созыва, член комитета ВРУ по вопросам АПК и земельной политики.
С 2009 года — член временной следственной комиссии ВРУ по вопросам расследования неэффективного использования государственных активов в сфере АПК.
За время работы в ВРУ разработал и представил ряд законопроектов с целью содействия развитию агропромышленной отрасли Украины. Инициировал законопроекты в сферах лицензирования на рынке алкоголя и табака, акцизных сборов, развития виноградарства, садоводства и хмелеводства, биологических видов топлива, реформировании АПК и поддержки сельского хозяйства
Был членом «Партии регионов» в 2010 году вышел по причине несогласия с отдельными действиями руководства партии

## Активы
Ликеро-водочный завод PRIME www.prime-vodka.com, www.olimp.ua — самый большой и современный ликеро-водочный завод в Украине и Европе.
Построен в 2006 г., площадь 13 га, 7 линий мощностью 71 тыс. бутылок в час. Емкость спиртохранилища 2 000 000 л, мощность — 400 м3 в сутки.

## Семья
Женат, воспитывает двух сыновей и дочь.

## Задержание в России
27 апреля 2019 года задержан в Москве сотрудниками Следственного комитета по подозрении в даче взятки в особо крупном размере (ч. 5 ст. 291 УК РФ) Позднее, советник по коммуникациям президента компании Olymp Павла Климца подтвердила информацию о его аресте и подчеркнула, что взятку он не давал.

## Награды
- Орден «За заслуги» ІІI степени.